# Phil Mills
Philip "Phil" Mills (Trefeglwys, 30 augustus 1963) is een Brits voormalig rallynavigator afkomstig uit Wales.

## Carrière

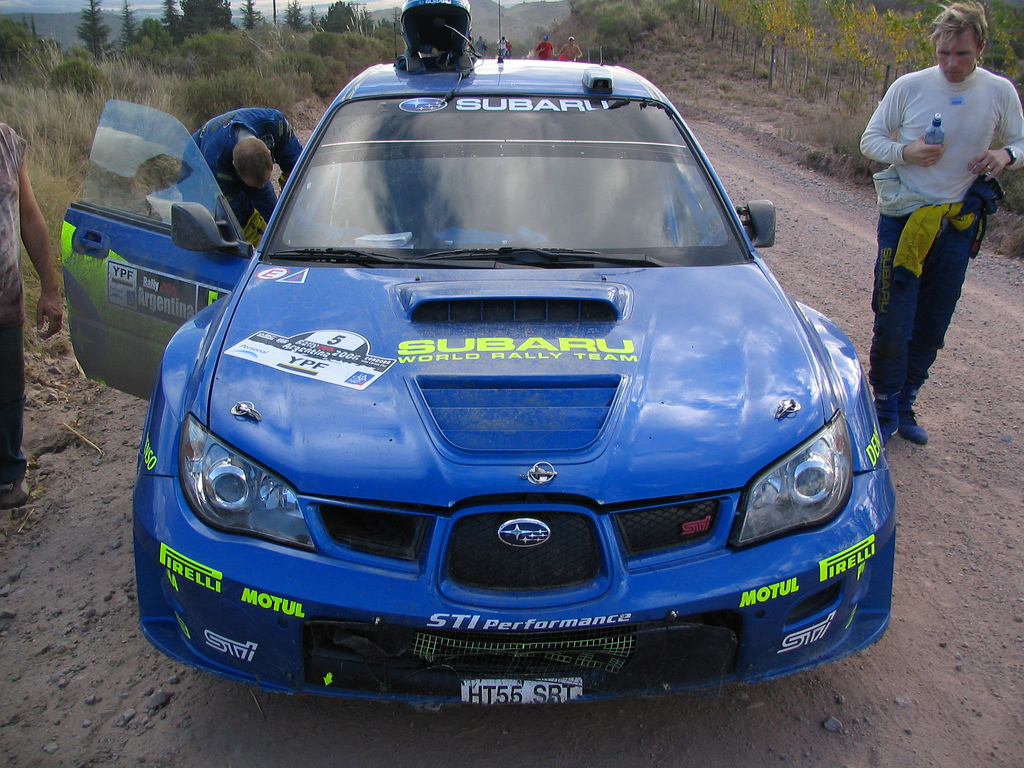
Solberg en Mills (links) tijdens de rally van Argentinië in 2006

Mills debuteerde als navigator in 1983. In de jaren negentig won hij twee keer achter elkaar het nationaal rallykampioenschap van Wales. Samen met rijder Mark Higgins eindigde hij tweede in het Brits rallykampioenschap in 1996. Het duo was tot aan 1998 onderdeel van het officiële fabrieksteam van Nissan en tussendoor navigeerde Mills ook Ford-rijder Armin Schwarz tijdens een WK-ronde in het 1997 seizoen.
Vanaf het 1999 seizoen werd Mills de vaste navigator van Petter Solberg. Eerst actief voor Ford en later bij Subaru, waar het duo tijdens de rally van Groot-Brittannië in 2002 hun eerste WK-rally wonnen. In het 2003 seizoen behaalden Solberg en Mills vier overwinningen in het WK en schreven ze samen de wereldtitel op hun naam, slechts met één punt voorsprong op concurrent Sébastien Loeb en navigator Daniel Elena. In de twee daaropvolgende seizoenen behaalde ze nog meer WK-rally overwinningen, maar een tweede wereldtitel bleef uit (beide jaren eindigend als tweede in het kampioenschap). Solberg en Mills waren tot aan het 2008 seizoen actief bij Subaru.
Hierna kwam Mills met Solberg uit in een privé-ingeschreven Citroën Xsara WRC en later ook Citroën C4 WRC. Het duo behaalde nog meerdere podium resultaten. In juni 2010 besloot Mills per direct te stoppen als navigator, om zich te concentreren op zijn eigen autosport preparatie bedrijf.
Mills keerde terug in het WK rally als navigator naast M-Sport Ford-rijder Elfyn Evans tijdens de WK-ronde van Corsica in 2018. Mills verving voor deze rally Daniel Barritt, die nog herstellende was van een lichte hersenschudding opgelopen de ronde daarvoor in Mexico. Evans en Mills finishten de rally als vijfde algemeen. Mills herenigde zich nog eenmaal met Solberg met een deelname aan de rally van Groot-Brittannië in 2019, bedoeld als definitief afscheid van Solberg in het WK rally. Actief met een Volkswagen Polo GTI R5 wonnen ze in hun klasse en grepen ze zelfs naar een tiende plaats in het algemeen klassement.